# 松山自動車道
松山自動車道（日语：／ Matsuyama jidōshadō */?）是從愛媛縣四國中央市至宇和島市的高速公路（高速自動車國道）。略稱為松山道（日语：／ Matsuyamadō */?）。目前正確的終點仍然尚未確定。
高速公路路線編號在川之江系統交流道 - 松山交流道間與德島自動車道（德島系統交流道 - 鳴門系統交流道間）、高松自動車道共同編為 E11、松山交流道 - 宇和島北交流道間（包含大洲道路）與宇和島道路、津島道路、中村宿毛道路、窪川佐賀道路、高知自動車道（四萬十町中央交流道 - 高知交流道間，包含須崎道路）共同編為 E56。
此外，大洲交流道 - 大洲北只交流道間為大洲道路，屬於松山自動車道之並行一般國道快速道路。
法定路線名部分，川之江系統交流道 - 大洲交流道間與德島自動車道合稱為四國縱貫自動車道，大洲北只交流道 - 宇和島北交流道間與高松自動車道、高知自動車道合稱為四國橫斷自動車道。

## 交流道
- 所有路段都位於愛媛縣內。
- 交流道（IC）編號欄的背景色為■顯示該部分道路已經啟用。設施名欄的背景色為■顯示該部分設施尚未啟用、休止或廢除。
- 智能交流道（SIC）以背景色■顯示。
- 未有特別標出路線名稱為市道。
- 巴士站（BS），○/●為使用中，◆為停用中設施。無標示者為未設置巴士站。
- IC為交流道的簡寫，SIC為智能交流道的簡寫，JCT為公路分岔點（日语：ジャンクション (道路)）的簡寫，SA為服務區的簡寫，PA為停車區（日语：パーキングエリア）的簡寫，TB為公路收費站的簡寫，BS為巴士站的簡寫。

| E11 高松自動車道 |                |  |   |                                                        |             |   |                                                       |               |
| 6                | 川之江JCT      |  |   | E11 高松自動車道 E32 高知自動車道                      | 56.8        | - | 高知道在川之江東JCT與德島道接續                       | 四國中央市    |
| -                | 上分PA         |  |   | -                                                      | 59.0        |   |                                                       | 四國中央市    |
| 7                | 三島川之江IC   |  |   | 國道11號（川之江三島繞道） 愛媛縣道333號三島川之江港線 | 60.0        | ○ |                                                       | 四國中央市    |
| 8                | 土居IC         |  |   | 國道11號 愛媛縣道13號壬生川新居濱野田線                | 71.0        |   |                                                       | 四國中央市    |
| -                | 入野PA         |  |   | -                                                      | 74.9        |   |                                                       | 四國中央市    |
| 9                | 新居濱IC       |  |   | 愛媛縣道47號新居濱別子山線                             | 84.3        |   |                                                       | 新居濱市      |
| 10               | 伊予西條IC     |  |   | 國道11號                                               | 93.1        |   |                                                       | 西條市        |
| -                | 石鎚山SA       |  |   | -                                                      | 106.8       | ◆ | 併設公路綠洲 （道之驛小松綠洲）                       | 西條市        |
| 11               | 伊予小松JCT    |  |   | E76 今治小松自動車道                                   | 108.6       | - |                                                       | 西條市        |
| 11               | 伊予小松IC     |  |   | 國道11號                                               | 108.6       |   |                                                       | 西條市        |
| -                | 櫻三里PA       |  |   | -                                                      | 126.0       |   |                                                       | 東溫市        |
| 12               | 川內IC         |  |   | 國道11號                                               | 130.0       | ○ |                                                       | 東溫市        |
|                  | 東溫SIC        |  |   | 愛媛縣道209號美川松山線（途經市道）                    | 133.4       |   | 預計2023年度啟用 興建中                               | 東溫市        |
| 13               | 松山IC         |  |   | 松山外環狀道路 國道33號 愛媛縣道190號久米垣生線        | 141.9       |   | 松山外環狀道路併設松山JCT                             | 松山市        |
| -                | 伊予灘SA       |  |   | -                                                      | 145.5 145.8 |   | 下行線 上行線                                         | 伊予市        |
| 14               | 伊予IC         |  |   | 國道56號                                               | 151.9       |   |                                                       | 伊予市        |
| 14-1             | 中山SIC        |  |   | 伊予市道日尾野引坂線 國道56號（途經市道）              | 159.7       |   | 松山IC方向出入口                                      | 伊予市        |
| -                | 內子PA         |  |   | -                                                      | 172.7 172.9 |   | 上行線 下行線                                         | 喜多郡 內子町 |
| 15               | 內子五十崎IC   |  |   | 國道56號                                               | 175.9       |   |                                                       | 喜多郡 內子町 |
| -                | 大洲TB         |  |   | -                                                      | 182.3       | - |                                                       | 大洲市        |
| 16               | 大洲IC         |  |   | 國道56號（現道）                                       | 183.2       |   | 松山IC方向出入口                                      | 大洲市        |
| 17               | 大洲北IC       |  |   | 國道56號（現道）                                       | 184.9       |   | 津島岩松IC方向出入口                                  | 大洲市        |
| 18               | 大洲冨士IC     |  |   | 國道197號                                              | 186.4       |   |                                                       | 大洲市        |
| 19               | 大洲肱南IC     |  |   | 愛媛縣道44號大洲野村線                                 | 188.7       |   |                                                       | 大洲市        |
| 20               | 大洲南IC       |  |   | 國道56號（現道）                                       | 189.4       |   | 松山IC方向出入口                                      | 大洲市        |
| 21               | 大洲北只IC     |  |   | 大洲·八幡濱自動車道 國道197號                          | 190.8       |   | 津島岩松IC方向出入口                                  | 大洲市        |
| -                | 大洲松尾TB     |  |   | -                                                      | 193.1       | - |                                                       | 大洲市        |
| -                | 宇和PA         |  |   | -                                                      |             |   | 計劃中                                                | 西予市        |
| 22               | 西予宇和IC     |  |   | 愛媛縣道29號宇和野村線 愛媛縣道45號宇和明濱線          | 206.0       |   | 道之驛Donburi館鄰近                                   | 西予市        |
| –                | 緊急進入路     |  | / |                                                        |             |   |                                                       | 西予市        |
| 23               | 三間IC         |  |   | 愛媛縣道31號宇和三間線 愛媛縣道283號廣見吉田線         | 216.9       |   | 道之驛三間鄰近                                        | 宇和島市      |
| 24               | 宇和島北IC     |  |   | 國道56號（現道）                                       | 222.3       |   | 津島岩松IC方向出入口                                  | 宇和島市      |
| 25               | 宇和島朝日IC   |  |   | 愛媛縣道274號吉田宇和島線                              | 224.1       |   | 宇和島北IC方向出入口 道之驛港綠洲宇和島Kisa屋廣場鄰近 | 宇和島市      |
| 26               | 宇和島坂下津IC |  |   | 愛媛縣道269號無月宇和島線                              | 225.7       |   | 津島岩松IC方向出入口 道之驛港綠洲宇和島Kisa屋廣場鄰近 | 宇和島市      |
| 27               | 宇和島別當IC   |  |   |                                                        | 226.4       |   | 宇和島北IC方向出入口                                  | 宇和島市      |
| 28               | 宇和島南IC     |  |   | 國道56號（現道）                                       | 228.2       |   |                                                       | 宇和島市      |
| 29               | 津島高田IC     |  |   | 高知縣道·愛媛縣道4號宿毛津島線                         | 236.1       |   | 道之驛津島Yasuragino里鄰近                            | 宇和島市      |
| 30               | 津島岩松IC     |  |   | 國道56號（現道）                                       | 239.7       |   | 宇和島北IC方向出入口                                  | 宇和島市      |
| E56 津島道路     |                |  |   |                                                        |             |   |                                                       |               |

- IC編號與距離標與高松自動車道的高松西IC連續。

## 歷史
- 1985年3月27日：三島川之江交流道 - 土居交流道間通車（四國第一條高速供路）。
- 1987年12月16日：川之江系統交流道 - 三島川之江交流道間通車，與高松自動車道連接。
- 1989年2月27日：大洲交流道以西基本計畫決定
- 1991年3月28日：土居交流道 - 伊予西條交流道間通車。
- 1991年3月：国道56号大洲道路 大洲南交流道 - 大洲富士交流道間通車。
- 1992年1月30日：川之江系統交流道通車，與高知自動車道連接。
- 1993年3月：国道56号大洲道路 大洲富士交流道 - 大洲北交流道間通車。
- 1994年11月16日：伊予西條交流道 - 川内交流道間通車。
- 1996年12月27日：大洲北只交流道 - 宇和島北交流道間整備計畫決定
- 1997年2月26日：川内交流道 - 伊予交流道間通車。
- 1999年7月31日：伊予小松交流道改建為系統交流道，與今治小松自動車道連接。
- 2000年7月28日：伊予交流道 - 大洲交流道間通車，自此四國縱貫自動車道全線通車。
- 2002年3月29日：国道56号大洲道路 大洲北交流道 - 大洲交流道間開通。
- 2003年3月27日：伊予西條交流道 - 伊予小松交流道間4車道化。
- 2003年10月10日：伊予小松交流道 - 川内交流道間4車道化。
- 2004年3月6日：川内交流道 - 松山交流道間4車道化，自此伊予西條交流道 - 松山交流道間全線4車線化。
- 2004年3月27日：内子停車區啟用。
- 2004年4月17日：大洲北只交流道 - 西予宇和交流道間通車，同時間国道56号大洲道路（大洲北只交流道 - 大洲南交流道間）通車。
- 2006年3月27日：国道56号大洲道路 大洲南交流道 - 大洲北交流道間4車道化。
- 2012年3月10日：西予宇和交流道 - 宇和島北交流道間通車。
- 2016年11月：国道56号大洲道路 大洲南交流道 - 大洲北交流道間的道路標誌新增交流道編號[12]。
- 2020年
  - 6月30日：本日前，大洲道路・宇和島道路在導覽上的名稱會變更為松山自動車道[13]。

## 路線狀況

### 道路管理者
- NEXCO西日本四國支社
  - 香川高速公路事務所：川之江系統交流道 - 三島川之江交流道
  - 愛媛高速公路事務所：川之江系統交流道 - 大洲交流道、大洲北只交流道 - 西予宇和交流道
- 國土交通省四國地方整備局
  - 大洲河川國道事務所 大洲國道出張所：大洲交流道 - 大洲北只交流道
  - 大洲河川國道事務所 宇和島國道出張所：西予宇和交流道 - 宇和島北交流道

#### 高速公路廣播
- 入野（入野停車區 - 新居濱交流道）

### 交通量
| 区間                                | 平成17年（2005年）度 | 平成22年（2010年）度 | 平成27年（2015年）度 |
| ----------------------------------- | -------------------- | -------------------- | -------------------- |
| 川之江系統交流道 - 三島川之江交流道 | 18,785               | 21,119               | 22,078               |
| 三島川之江交流道 - 土居交流道       | 18,914               | 20,837               | 21,611               |
| 土居交流道 - 新居濱交流道           | 18,153               | 20,291               | 20,940               |
| 新居濱交流道 - 伊予西條交流道       | 16,908               | 19,075               | 19,778               |
| 伊予西條交流道 - 伊予小松系統交流道 | 17,428               | 19,784               | 20,440               |
| 伊予小松系統交流道 - 川内交流道     | 17,720               | 20,978               | 21,738               |
| 川内交流道 - 松山交流道             | 13,345               | 16,298               | 16,921               |
| 松山交流道 - 伊予交流道             | 07,590               | 14,039               | 09,331               |
| 伊予交流道 - 内子五十崎交流道       | 09,655               | 18,336               | 11,730               |
| 内子五十崎交流道 - 大洲交流道       | 08,269               | 17,650               | 10,188               |
| 大洲交流道 - 大洲北交流道           | 05,659               | 11,326               | 07,907               |
| 大洲北交流道 - 大洲冨士交流道       | 15,057               | 23,487               | 10,802               |
| 大洲冨士交流道 - 大洲肱南交流道     | 15,057               | 10,409               | 22,660               |
| 大洲肱南交流道 - 大洲南交流道       | 15,057               | 21,995               | 20,821               |
| 大洲南交流道 - 大洲北只交流道       | 03,317               | 07,822               | 06,405               |
| 大洲北只交流道 - 西予宇和交流道     | 04,185               | 09,609               | 06,344               |
| 西予宇和交流道 - 三間交流道         | 調査當時尚未通車     | 調査當時尚未通車     | 12,304               |
| 三間交流道 - 宇和島北交流道         | 調査當時尚未通車     | 調査當時尚未通車     | 12,587               |

（出典：「平成22年度道路交通調查 （页面存档备份，存于）」・「平成27年度全国道路・街路交通情勢調査 （页面存档备份，存于）」（自国土交通省網頁摘取資料作成）
- 平成22年度的調査期間中，松山交流道以西的收費路段全線實施高速公路免費化社會實驗。

## 地理

### 通過自治體
- 愛媛縣
  - 四國中央市 - 新居濱市 - 西條市 - 東溫市 - 松山市 - 伊予郡砥部町 - 伊予市 - 喜多郡内子町 - 大洲市 - 西予市 - 宇和島市

### 連接高速公路
- E32 高知自動車道（於川之江系統交流道連接）
- E76 今治小松自動車道（於伊予小松系統交流道連接）

### 道路位置關係
四國縱貫自動車道
德島自動車道 - 高知自動車道 - 松山自動車道
四國橫斷自動車道
阿南 - 德島 - 德島自動車道 - 高松自動車道 -※高松東道路 - 高松自動車道 - 高知自動車道 - ※須崎道路 - 高知自動車道 - ※窪川佐賀道路 - （基本計畫區間） - ※中村宿毛道路 - （預定區間） - ※津島道路 - ※宇和島道路 - 松山自動車道 - ※大洲道路
※為高速自動車國道並行一般國道快速道路。

## 相關項目
- 高速自動車國道
- 四國地方道路列表
- 予讚線

## 外部連結
- 西日本高速道路株式会社 （页面存档备份，存于）
- 国土交通省 大洲河川国道事務所 （页面存档备份，存于）